# Tempti-Humban-Inšušinak
Tempti-Humban-Inšušinak, bolj znan po svojem asirskem imenu Teuman, je bil od leta 664 do 653 pr. n. št. kralj Elama, * ni znano, † 653 pr. n. št.
Bil je sodobnik asirskega kralja Asurbanipala (vladal (668 – ok. 627 pr. n. št.). V različnih virih je njegovo ime zapisano kot Te’umman,, Teumann ali Te-Umman. 

## Nasledstvo
Teuman je nasledil kralja Urtaka. Odnos med Urtakom in Teumanom je predmet razprav. Nekateri poznavalci menijo, da med njima ni bilo nobene povezave in da je na oblast prišel v "dinastičnem prevratu". Drugi avtorji trdijo, da je bil brat dveh svojih kraljevih predhodnikov, Huban-Haltaša II. in Urtaka. Po Teumanovem pristopu so Urtakovi sinovi  pobegnili v Asirijo, nakar je Teuman neuspešno zahteval, da jih Asirija vrne v njegovo skrbništvo.

## Bitka pri Ulaju (653 pr. n. št.)
Asurbanipal je leta 653 pr. n. št. sprožil uničujoč napad na Elam. Besedilo v Asurbanipalovih letopisih, napisano leta  649 pr. n. št., opisuje Asurbanipalove utemeljitve vojne in njen zaključek. Asurbanipalovi razlogi za vojno so vključevali "Teumanova predrzna sporočila, njegovo hvalisanje, njegove zlobne spletke, lunin mrk, ki je napovedal Teumanov padec, zaseg, ki so ga Teumanu namenili bogovi kot opozorilo, in Teumanovo napoved vojne Asurbanipalu". V besedilu je zapisano, da je Asurbanipal uklazal Teumana obglaviti in da je Teumana kot kralj zamenjal Umanigaš.
- Ranjeni Teuman poskuša s pomočjo svojega sina Tamarituja pobegniti  z bojišča pri Ulaju[7]
- Zadnja puščica kralja Teumana in njegovega sina Tamarituja[8][7]
- Obglavljenje kralja Teumana Elamskega[7]
- Asirski vojščak s Teumanovo glavo[7]
- Asirski vojščaki s Teumanovo glavo hitijo v Ninive[7]